# Traptchin Dol
Traptchin Dol ou Trapčin Dol (en macédonien : Трапчин Дол ; en albanais : Trapçidoll) est un village situé dans la municipalité de Kitchevo en Macédoine du Nord.

## Histoire
Le village était autrefois appelé Trajtchev Dol. Au XVIIIe siècle, les habitants Macédoniens sont expulsés du village. Les Albanais s'y installent au XIXe siècle.

## Démographie
Selon les données de Vasil K'nchov depuis 1900, le village comptait 105 habitants albanais.
Au recensement de 2002, le village compte 914 habitants : 896 Albanais, 2 Macédoniens et 16 issus d'autres ethnies.